# Rival Sons
Rival Sons ist eine US-amerikanische Rockband aus Long Beach, Kalifornien.

## Geschichte
2008 gründeten Gitarrist Scott Holiday, Schlagzeuger Michael Miley und Bassist Robin Everhart die Band, nachdem sie ihre vorherige Band Black Summer Crush mit dem Oleander-Sänger Thomas Flowers aufgelöst hatten. Miley hatte bereits von Sänger Jay Buchanan gehört. Sie kontaktierten ihn auf MySpace und nach einem missglückten Versuch konnten sie ihn schlussendlich für die Band gewinnen.
Die Band unterschrieb einen Plattenvertrag mit Atlantic Records, welcher nur kurze Zeit später wieder aufgelöst wurde. Da sie nun ohne einen Plattenvertrag waren, veröffentlichten sie ihr erstes Album Before the Fire 2009 digital in Eigenregie. Jack Rivera von der Huffington Post nannte sie im November 2009 eine „Rock Band to Watch“.
2010 machten sich Rival Sons einen Namen, indem sie als Vorband für Größen wie AC/DC, Alice Cooper und Kid Rock auftraten und eine im Fernsehen übertragene Show bei den Indianapolis 500 spielten. Die britische Metal-Plattenfirma Earache Records zeigte Interesse an der Band und da Rival Sons die Idee mochten, die „Grenzen zu überschreiten“, indem sie bei einem traditionellen Death Metal Label unterzeichneten, taten sie genau das im Herbst 2010.
In den Jahren 2011 bis 2013 verfolgten Rival Sons neben weiteren Albenveröffentlichungen einen intensiven Tourplan. Durch mehrere hundert Konzerte erarbeitete sich die Band einen Ruf als ausgezeichnete Live-Band. Insbesondere im europäischen Raum konnte schnell ein wachsendes Publikum verzeichnet werden. 
Im Februar 2011 wurde die selbst-betitelte EP auf iTunes veröffentlicht, auf welche im Juni 2011 Pressure & Time folgte. Das Cover von Pressure & Time stammt vom 2013 verstorbenen Graphiker Storm Thorgerson (Pink Floyds The Dark Side of the Moon). Das Album wurde in nur 20 Tagen in Los Angeles, Kalifornien geschrieben, aufgenommen und gemischt, direkt nachdem die Band von einer Tour zurückkam. Der Band zufolge wurde dieses schnelle Arbeitsprinzip bereits bei Before the Fire angewandt. 
Nachdem Pressure & Time internationalen Erfolg verzeichnen konnte, spielte die Band einige große Festivals wie Sonisphere, T in the Park, Rock Werchter, Arras und Rock am Ring. Sie waren außerdem im Juli 2011 die Vorband von Judas Priest, worauf ihre erste volle Europa-Tour im November folgte. Auf dieser waren jede Show in Großbritannien sowie einige weitere Shows auf dem Kontinent ausverkauft. Des Weiteren konnten sie erste Live-TV-Auftritte in Deutschland (Die Harald Schmidt Show und neoParadise) und den USA sowie einen Auftritt bei den jährlichen Classic Rock Awards verzeichnen, bei welchem sie ein Akustik-Set spielten. 
Eine Europa-Tour 2012 war zum Großteil ausverkauft. Mitte September 2012 wurde das Album Head Down veröffentlicht, aufgenommen im Honey Pye Studio in Nashville, Tennessee und veröffentlicht auf dem deutschen Musiklabel Century Media. Eine vollständig ausverkaufte Tour folgte im September und Oktober 2012. 
Anfang August 2013 gab Bassist Robin Everhart den Austritt aus der Band bekannt, da er durch die vielen Konzerte sein Privatleben beeinträchtigt sah. Der Rock-’n’-Roll-Lifestyle sei nichts für ihn. Als Ersatz wurde zunächst vorübergehend Dave Beste engagiert.
2014 veröffentlichte die Band ihr viertes Studioalbum Great Western Valkyrie. Dave Beste, der auf dem neuen Album den Bass eingespielt hatte, wurde offiziell als neues Mitglied der Band bekanntgegeben. Im Oktober desselben Jahres wurde die Band durch TV-Auftritte in der Late Show With David Letterman (USA) und der Musiksendung Later with Jools Holland (UK) einem größeren Publikum bekannt.
Die ausgedehnte Tour zum Album Great Western Valkyrie zog sich bis in den August 2015 - im Sommer spielten Rival Sons viele Festivalauftritte in Europa. Weitere Vorband-Auftritte erfolgten auf Konzerten von Halestorm, Lenny Kravitz, Slash und AC/DC. Bei allen Konzerten der Tour wurde die Band von dem Keyboarder Todd E. Ögren-Brooks unterstützt, welcher heute ein fester Bestandteil der Live-Besetzung ist.
Von September bis Oktober 2015 war die Band in Nashville mit den Aufnahmen zu ihrem neuen Album Hollow Bones beschäftigt, das am 10. Juni 2016 veröffentlicht wurde. Im November und Dezember 2015 waren Rival Sons als Vorband von Deep Purple in Europa engagiert. 13 Monate lang, von Anfang 2016 bis Anfang 2017, spielte die Band im Vorprogramm der Abschlusstournee von Black Sabbath. 2017 konnte die Band mehrere Auftritte als Vorband der Rolling Stones bestreiten, darunter auch ein deutsches Konzert am 9. Oktober 2017 in der ESPRIT-Arena Düsseldorf.
Am 27. Februar 2018 gaben Rival Sons bekannt, dass sie einen neuen Plattenvertrag mit dem Label Atlantic Records abgeschlossen haben. Bereits im November 2017 hatte die Band im RCA-Studio A in Nashville mit den Arbeiten zum Album Feral Roots begonnen. Veröffentlicht wurde es am 25. Januar 2019.
Im November 2019 wurde die Band für zwei Grammys nominiert. Für das Album Feral Roots erhielten die Rival Sons eine Nominierung in der Kategorie Best Rock Album, mit dem Song Too Bad waren sie in der Kategorie Best Rock Performance vertreten.
Das siebte Studioalbum Darkfighter erschien am 2. Juni 2023. Vier Monate später veröffentlichte die Band am 20. Oktober 2023 ihr achtes Album Lightbringer.

## Auszeichnungen
- 2012 Classic Rock Award als „Best Breakthrough Band“ und  Wahl zur „Besten neuen Band“ in der Leserwahl von Planet Rock.
- 2011 Auszeichnung als „Beste neue Band“ (gewählt von Hörern des Planet Rock Radiosenders).
- 2011 Platz 2 der besten Alben des Jahres für Pressure & Time, Classic Rock Magazine.

## Diskografie

### Studioalben
| Jahr | Titel                  | Höchstplatzierung, Gesamtwochen, AuszeichnungChartplatzierungen (Jahr, Titel, Platzierungen, Wochen, Auszeichnungen, Anmerkungen) | Höchstplatzierung, Gesamtwochen, AuszeichnungChartplatzierungen (Jahr, Titel, Platzierungen, Wochen, Auszeichnungen, Anmerkungen) | Höchstplatzierung, Gesamtwochen, AuszeichnungChartplatzierungen (Jahr, Titel, Platzierungen, Wochen, Auszeichnungen, Anmerkungen) | Höchstplatzierung, Gesamtwochen, AuszeichnungChartplatzierungen (Jahr, Titel, Platzierungen, Wochen, Auszeichnungen, Anmerkungen) | Höchstplatzierung, Gesamtwochen, AuszeichnungChartplatzierungen (Jahr, Titel, Platzierungen, Wochen, Auszeichnungen, Anmerkungen) | Anmerkungen                                                    |
| Jahr | Titel                  | DE | AT | CH | UK | US | Anmerkungen                                                    |
| ---- | ---------------------- | --- | --- | --- | --- | --- | -------------------------------------------------------------- |
| 2009 | Before the Fire        | — | — | — | — | — | Erstveröffentlichung: 9. Juni 2009 (nur online, Eigenvertrieb) |
| 2011 | Pressure & Time        | — | — | CH33 (3 Wo.)CH | — | — | Erstveröffentlichung: 28. Juni 2011                            |
| 2012 | Head Down              | DE38 (1 Wo.)DE | AT68 (1 Wo.)AT | CH30 (2 Wo.)CH | UK31 (1 Wo.)UK | — | Erstveröffentlichung: 17. September 2012                       |
| 2014 | Great Western Valkyrie | DE24 (2 Wo.)DE | AT41 (1 Wo.)AT | CH12 (6 Wo.)CH | UK14 (5 Wo.)UK | US125 (1 Wo.)US | Erstveröffentlichung: 6. Juni 2014                             |
| 2016 | Hollow Bones           | DE12 (3 Wo.)DE | AT24 (2 Wo.)AT | CH8 (4 Wo.)CH | UK13 (1 Wo.)UK | US115 (1 Wo.)US | Erstveröffentlichung: 10. Juni 2016                            |
| 2019 | Feral Roots            | DE8 (4 Wo.)DE | AT16 (2 Wo.)AT | CH7 (5 Wo.)CH | UK12 (1 Wo.)UK | US139 (1 Wo.)US | Erstveröffentlichung: 25. Januar 2019                          |
| 2023 | Darkfighter            | DE15 (2 Wo.)DE | AT29 (1 Wo.)AT | CH10 (2 Wo.)CH | UK30 (1 Wo.)UK | — | Erstveröffentlichung: 2. Juni 2023                             |
| 2023 | Lightbringer           | DE17 (1 Wo.)DE | AT19 (1 Wo.)AT | CH14 (1 Wo.)CH | UK48 (1 Wo.)UK | — | Erstveröffentlichung: 20. Oktober 2023                         |

### Weitere Alben
- 2011: Rival Sons – EP
- 2016: Live at Download Paris

### Singles
- 2011: Pressure and Time
- 2012: All Over the Road
- 2012: Company Man/Life for this Road
- 2012: Face of Light
- 2012: Keep On Swinging
- 2013: Until the Sun Comes
- 2013: Wild Animal
- 2014: Electric Man
- 2014: Open My Eyes
- 2018: Do Your Worst
- 2019: Too Bad

## Belege
1. ↑  Rock Band to Watch: Rival Sons
2. ↑  New Signings Rival Sons to support Kid Rock
3. ↑  Rival Sons to rock Indy 500
4. ↑  Judas Priest, Queensryche and Rival Sons live
5. ↑  Rival Sons - Head Down Review, Metalmouth.net
6. ↑   http://www.blabbermouth.net/news.aspx?mode=Article&newsitemID=193272
7. ↑  Blues-Rock „Zurück in die frühen 70er“ Great Western Valkyrie, Rezension von Uwe Wohlmacher im Deutschlandradio Kultur vom 19. Juni 2014, abgerufen am 15. Januar 2015.
8. ↑  http://www.teamrock.com/news/2016-03-02/rival-sons-album-hollow-bones-was-a-challenge
9. ↑  Archivierte Kopie (Memento des Originals vom 12. März 2016 im Internet Archive)  Info: Der Archivlink wurde automatisch eingesetzt und noch nicht geprüft. Bitte prüfe Original- und Archivlink gemäß Anleitung und entferne dann diesen Hinweis.
10. ↑  Tilmann Rohlf: Black Sabbath: The End Tour wird auf 2017 ausgeweitet. In: metal-hammer.de. 22. Januar 2016, abgerufen am 2. März 2024.
11. ↑  https://www.warnermusic.de/news/2018-11-02/am-25-januar-kommt-das-album-feral-roots-hier-ist-der-neue-track-back-in-the-woods/
12. ↑  https://www.grammy.com/grammys/news/2020-grammy-awards-complete-nominees-list#4
13. ↑  Oliver Di Iorio: Rival Sons - Darkfighter Review. In: Metal.de. versus:media UG, 4. Juni 2023, abgerufen am 6. November 2023 (deutsch).
14. ↑  Rival Sons bringen Licht in den Herbst und veröffentlichen mit "LIGHTBRINGER" ihr zweites Album in diesem Jahr. In: Warner Music. WARNER MUSIC CENTRAL EUROPE 2023, 20. Oktober 2023, abgerufen am 6. November 2023.
15. ↑  Chartquellen: DE AT CH UK US